# Élections générales espagnoles de 2016 en Castille-et-León
Les élections générales espagnoles de 2016 (en espagnol : Elecciones generales de España de 2016) se sont tenues le dimanche 26 juin 2016 afin d'élire les 350 députés et 208 des 266 sénateurs de la XIIe législature des Cortes Generales. 31 députés sont élus en Castille-et-León (un député de moins que lors du dernier scrutin).

## Résultats
| Parti                  | Parti                                                   | Voix      | %     | +/-  | Sièges | +/-           |
| ---------------------- | ------------------------------------------------------- | --------- | ----- | ---- | ------ | ------------- |
|                        | Parti populaire (PP)                                    | 643 093   | 44,27 | 5,17 | 18     | 1             |
|                        | Parti socialiste ouvrier espagnol (PSOE)                | 336 286   | 23,15 | 0,68 | 9      | en stagnation |
|                        | Unidos Podemos (UP) (Pod.-IU-Equo)                      | 226 313   | 15,58 | 4,05 | 3      | en stagnation |
|                        | Ciudadanos (Cs)                                         | 205 613   | 14,15 | 1,21 | 1      | 2             |
|                        | Parti animaliste contre la maltraitance animale (PACMA) | 10 330    | 0,71  | 0,14 | 0      | en stagnation |
|                        | Union, progrès et démocratie (UPyD)                     | 4 520     | 0,31  | 0,56 | 0      | en stagnation |
|                        | Vox                                                     | 2 741     | 0,19  | 0,08 | 0      | en stagnation |
|                        | Citoyens de centre démocratique (CCD)                   | 2 672     | 0,18  | 0,08 | 0      | en stagnation |
|                        | Recortes Cero-Grupo Verde (RC-GV)                       | 2 545     | 0,18  | 0,01 | 0      | en stagnation |
|                        | Union du peuple léonais (UPL)                           | 2 295     | 0,16  | Nv.  | 0      | en stagnation |
|                        | Parti communiste des peuples d'Espagne (PCPE)           | 1 575     | 0,11  | 0,04 | 0      | en stagnation |
|                        | Autres partis                                           | 3 020     | 0,21  | -    | 0      | -             |
|                        | Vote blanc                                              | 11 666    | 0,80  | 0,14 |        |               |
|                        |                                                         |           |       |      |        |               |
| Suffrages exprimés     | Suffrages exprimés                                      | 1 452 669 | 98,85 |      |        |               |
| Votes nuls             | Votes nuls                                              | 16 830    | 1,15  |      |        |               |
| Total                  | Total                                                   | 1 469 499 | 100   | -    | 31     | 1             |
| Abstention             | Abstention                                              | 666 619   | 31,21 |      |        |               |
| Inscrits/Participation | Inscrits/Participation                                  | 2 136 118 | 68,79 |      |        |               |

### Résultats par provinces

#### Ávila
| Parti                  | Parti                                                   | Voix    | %     | +/-  | Sièges | +/-           |
| ---------------------- | ------------------------------------------------------- | ------- | ----- | ---- | ------ | ------------- |
|                        | Parti populaire (PP)                                    | 50 931  | 51,49 | 5,35 | 2      | en stagnation |
|                        | Parti socialiste ouvrier espagnol (PSOE)                | 19 277  | 19,49 | 0,36 | 1      | en stagnation |
|                        | Ciudadanos (Cs)                                         | 14 096  | 14,25 | 1,41 | 0      | en stagnation |
|                        | Unidos Podemos (UP)                                     | 12 527  | 12,66 | 2,88 | 0      | en stagnation |
|                        | Parti animaliste contre la maltraitance animale (PACMA) | 610     | 0,62  | 0,11 | 0      | en stagnation |
|                        | Union, progrès et démocratie (UPyD)                     | 357     | 0,36  | 0,53 | 0      | en stagnation |
|                        | Phalange espagnole (FE-JONS)                            | 261     | 0,26  | 0,03 | 0      | en stagnation |
|                        | Recortes Cero-Grupo Verde (RC-GV)                       | 141     | 0,14  | 0,02 | 0      | en stagnation |
|                        | Vote blanc                                              | 717     | 0,72  | 0,01 |        |               |
|                        |                                                         |         |       |      |        |               |
| Suffrages exprimés     | Suffrages exprimés                                      | 98 917  | 98,81 |      |        |               |
| Votes nuls             | Votes nuls                                              | 1 189   | 1,19  |      |        |               |
| Total                  | Total                                                   | 100 106 | 100   | -    | 3      | en stagnation |
| Abstention             | Abstention                                              | 39 112  | 28,09 |      |        |               |
| Inscrits/Participation | Inscrits/Participation                                  | 139 218 | 71,91 |      |        |               |

#### Burgos
| Parti                  | Parti                                                   | Voix    | %     | +/-  | Sièges | +/-           |
| ---------------------- | ------------------------------------------------------- | ------- | ----- | ---- | ------ | ------------- |
|                        | Parti populaire (PP)                                    | 88 785  | 42,90 | 4,88 | 2      | en stagnation |
|                        | Parti socialiste ouvrier espagnol (PSOE)                | 45 724  | 22,09 | 1,40 | 1      | en stagnation |
|                        | Unidos Podemos (UP)                                     | 35 705  | 17,25 | 4,52 | 1      | en stagnation |
|                        | Ciudadanos (Cs)                                         | 30 361  | 14,67 | 0,88 | 0      | en stagnation |
|                        | Parti animaliste contre la maltraitance animale (PACMA) | 1 782   | 0,86  | 0,20 | 0      | en stagnation |
|                        | Union, progrès et démocratie (UPyD)                     | 788     | 0,38  | 0,71 | 0      | en stagnation |
|                        | Vox                                                     | 647     | 0,31  | 0,12 | 0      | en stagnation |
|                        | Recortes Cero-Grupo Verde (RC-GV)                       | 456     | 0,22  | 0,01 | 0      | en stagnation |
|                        | Initiative Merindades de Castille (IMC)                 | 356     | 0,17  | Nv.  | 0      | en stagnation |
|                        | Parti communiste des peuples d'Espagne (PCPE)           | 287     | 0,14  | 0,09 | 0      | en stagnation |
|                        | Solidarité et autogestion internationaliste (SAIn)      | 278     | 0,13  | 0,10 | 0      | en stagnation |
|                        | Vote blanc                                              | 1 812   | 0,88  | 0,07 |        |               |
|                        |                                                         |         |       |      |        |               |
| Suffrages exprimés     | Suffrages exprimés                                      | 206 981 | 98,92 |      |        |               |
| Votes nuls             | Votes nuls                                              | 2 265   | 1,08  |      |        |               |
| Total                  | Total                                                   | 209 246 | 100   | -    | 4      | en stagnation |
| Abstention             | Abstention                                              | 90 997  | 30,31 |      |        |               |
| Inscrits/Participation | Inscrits/Participation                                  | 300 243 | 69,69 |      |        |               |

#### León
| Parti                  | Parti                                                   | Voix    | %     | +/-           | Sièges | +/-           |
| ---------------------- | ------------------------------------------------------- | ------- | ----- | ------------- | ------ | ------------- |
|                        | Parti populaire (PP)                                    | 112 723 | 40,14 | 4,55          | 2      | en stagnation |
|                        | Parti socialiste ouvrier espagnol (PSOE)                | 73 681  | 26,23 | 0,88          | 1      | en stagnation |
|                        | Unidos Podemos (UP)                                     | 49 484  | 17,62 | 4,76          | 1      | en stagnation |
|                        | Ciudadanos (Cs)                                         | 35 870  | 12,77 | 0,19          | 0      | 1             |
|                        | Parti animaliste contre la maltraitance animale (PACMA) | 2 184   | 0,78  | 0,15          | 0      | en stagnation |
|                        | Union du peuple léonais (UPL)                           | 2 094   | 0,75  | Nv.           | 0      | en stagnation |
|                        | Vox                                                     | 620     | 0,22  | 0,03          | 0      | en stagnation |
|                        | Union, progrès et démocratie (UPyD)                     | 618     | 0,22  | 0,48          | 0      | en stagnation |
|                        | Recortes Cero-Grupo Verde (RC-GV)                       | 430     | 0,15  | 0,01          | 0      | en stagnation |
|                        | Parti communiste des peuples d'Espagne (PCPE)           | 381     | 0,14  | en stagnation | 0      | en stagnation |
|                        | Parti régionaliste du pays léonais (PREPAL)             | 277     | 0,10  | 0,22          | 0      | en stagnation |
|                        | Alliance de centre démocratique (ALCD)                  | 99      | 0,04  | Nv.           | 0      | en stagnation |
|                        | Vote blanc                                              | 2 397   | 0,85  | 0,16          |        |               |
|                        |                                                         |         |       |               |        |               |
| Suffrages exprimés     | Suffrages exprimés                                      | 280 858 | 98,87 |               |        |               |
| Votes nuls             | Votes nuls                                              | 3 218   | 1,13  |               |        |               |
| Total                  | Total                                                   | 284 076 | 100   | -             | 4      | 1             |
| Abstention             | Abstention                                              | 156 187 | 35,48 |               |        |               |
| Inscrits/Participation | Inscrits/Participation                                  | 440 263 | 64,52 |               |        |               |

#### Palencia
| Parti                  | Parti                                                   | Voix    | %     | +/-  | Sièges | +/-           |
| ---------------------- | ------------------------------------------------------- | ------- | ----- | ---- | ------ | ------------- |
|                        | Parti populaire (PP)                                    | 45 965  | 45,68 | 5,38 | 2      | en stagnation |
|                        | Parti socialiste ouvrier espagnol (PSOE)                | 24 751  | 24,60 | 0,05 | 1      | en stagnation |
|                        | Unidos Podemos (UP)                                     | 15 077  | 14,98 | 2,96 | 0      | en stagnation |
|                        | Ciudadanos (Cs)                                         | 12 428  | 12,35 | 1,80 | 0      | en stagnation |
|                        | Parti animaliste contre la maltraitance animale (PACMA) | 761     | 0,76  | 0,16 | 0      | en stagnation |
|                        | Union, progrès et démocratie (UPyD)                     | 273     | 0,27  | 0,52 | 0      | en stagnation |
|                        | Recortes Cero-Grupo Verde (RC-GV)                       | 202     | 0,20  | 0,05 | 0      | en stagnation |
|                        | Phalange espagnole (FE-JONS)                            | 184     | 0,18  | 0,03 | 0      | en stagnation |
|                        | Autres partis                                           | 147     | 0,15  | -    | 0      | -             |
|                        | Vote blanc                                              | 838     | 0,83  | 0,12 |        |               |
|                        |                                                         |         |       |      |        |               |
| Suffrages exprimés     | Suffrages exprimés                                      | 100 626 | 98,81 |      |        |               |
| Votes nuls             | Votes nuls                                              | 1 212   | 1,19  |      |        |               |
| Total                  | Total                                                   | 101 838 | 100   | -    | 3      | en stagnation |
| Abstention             | Abstention                                              | 41 931  | 29,17 |      |        |               |
| Inscrits/Participation | Inscrits/Participation                                  | 143 769 | 70,83 |      |        |               |

#### Salamanque
| Parti                  | Parti                                                   | Voix    | %     | +/-           | Sièges | +/-           |
| ---------------------- | ------------------------------------------------------- | ------- | ----- | ------------- | ------ | ------------- |
|                        | Parti populaire (PP)                                    | 97 672  | 48,24 | 5,57          | 3      | 1             |
|                        | Parti socialiste ouvrier espagnol (PSOE)                | 43 252  | 21,36 | 0,41          | 1      | en stagnation |
|                        | Ciudadanos (Cs)                                         | 31 878  | 15,74 | 1,08          | 0      | 1             |
|                        | Unidos Podemos (UP)                                     | 25 441  | 12,56 | 3,08          | 0      | en stagnation |
|                        | Parti animaliste contre la maltraitance animale (PACMA) | 1 359   | 0,67  | 0,11          | 0      | en stagnation |
|                        | Union, progrès et démocratie (UPyD)                     | 683     | 0,34  | 0,46          | 0      | en stagnation |
|                        | Recortes Cero-Grupo Verde (RC-GV)                       | 326     | 0,16  | 0,01          | 0      | en stagnation |
|                        | Parti régionaliste du pays léonais (PREPAL)             | 233     | 0,12  | en stagnation | 0      | en stagnation |
|                        | Parti communiste des peuples d'Espagne (PCPE)           | 196     | 0,10  | 0,03          | 0      | en stagnation |
|                        | Vote blanc                                              | 1 443   | 0,71  | 0,24          |        |               |
|                        |                                                         |         |       |               |        |               |
| Suffrages exprimés     | Suffrages exprimés                                      | 202 483 | 98,96 |               |        |               |
| Votes nuls             | Votes nuls                                              | 2 132   | 1,04  |               |        |               |
| Total                  | Total                                                   | 204 615 | 100   | -             | 4      | en stagnation |
| Abstention             | Abstention                                              | 103 997 | 33,70 |               |        |               |
| Inscrits/Participation | Inscrits/Participation                                  | 308 612 | 66,30 |               |        |               |

#### Ségovie
| Parti                  | Parti                                                   | Voix    | %     | +/-  | Sièges | +/-           |
| ---------------------- | ------------------------------------------------------- | ------- | ----- | ---- | ------ | ------------- |
|                        | Parti populaire (PP)                                    | 40 172  | 45,38 | 5,98 | 2      | en stagnation |
|                        | Parti socialiste ouvrier espagnol (PSOE)                | 19 014  | 21,48 | 0,05 | 1      | en stagnation |
|                        | Ciudadanos (Cs)                                         | 13 595  | 15,36 | 1,70 | 0      | en stagnation |
|                        | Unidos Podemos (UP)                                     | 13 440  | 15,18 | 3,20 | 0      | en stagnation |
|                        | Parti animaliste contre la maltraitance animale (PACMA) | 612     | 0,69  | 0,13 | 0      | en stagnation |
|                        | Union, progrès et démocratie (UPyD)                     | 352     | 0,40  | 0,99 | 0      | en stagnation |
|                        | Vox                                                     | 277     | 0,31  | Nv.  | 0      | en stagnation |
|                        | Recortes Cero-Grupo Verde (RC-GV)                       | 202     | 0,23  | 0,02 | 0      | en stagnation |
|                        | Phalange espagnole (FE-JONS)                            | 129     | 0,15  | 0,09 | 0      | en stagnation |
|                        | Parti communiste des peuples d'Espagne (PCPE)           | 117     | 0,13  | 0,08 | 0      | en stagnation |
|                        | Vote blanc                                              | 615     | 0,69  | 0,29 |        |               |
|                        |                                                         |         |       |      |        |               |
| Suffrages exprimés     | Suffrages exprimés                                      | 88 525  | 98,75 |      |        |               |
| Votes nuls             | Votes nuls                                              | 1 137   | 1,27  |      |        |               |
| Total                  | Total                                                   | 89 662  | 100   | -    | 3      | en stagnation |
| Abstention             | Abstention                                              | 31 161  | 25,79 |      |        |               |
| Inscrits/Participation | Inscrits/Participation                                  | 120 823 | 74,21 |      |        |               |

#### Soria
| Parti                  | Parti                                                   | Voix   | %     | +/-  | Sièges | +/-           |
| ---------------------- | ------------------------------------------------------- | ------ | ----- | ---- | ------ | ------------- |
|                        | Parti populaire (PP)                                    | 22 264 | 44,87 | 6,23 | 1      | en stagnation |
|                        | Parti socialiste ouvrier espagnol (PSOE)                | 12 762 | 25,72 | 1,93 | 1      | en stagnation |
|                        | Unidos Podemos (UP)                                     | 7 599  | 15,32 | 4,29 | 0      | en stagnation |
|                        | Ciudadanos (Cs)                                         | 5 679  | 11,45 | 3,74 | 0      | en stagnation |
|                        | Parti animaliste contre la maltraitance animale (PACMA) | 260    | 0,52  | 0,15 | 0      | en stagnation |
|                        | Union, progrès et démocratie (UPyD)                     | 125    | 0,25  | 0,38 | 0      | en stagnation |
|                        | Vox                                                     | 119    | 0,24  | Nv.  | 0      | en stagnation |
|                        | Recortes Cero-Grupo Verde (RC-GV)                       | 90     | 0,18  | 0,01 | 0      | en stagnation |
|                        | Phalange espagnole (FE-JONS)                            | 63     | 0,13  | Nv.  | 0      | en stagnation |
|                        | Parti communiste des peuples d'Espagne (PCPE)           | 57     | 0,11  | 0,01 | 0      | en stagnation |
|                        | Vote blanc                                              | 600    | 1,21  | 0,10 |        |               |
|                        |                                                         |        |       |      |        |               |
| Suffrages exprimés     | Suffrages exprimés                                      | 49 618 | 98,57 |      |        |               |
| Votes nuls             | Votes nuls                                              | 719    | 1,43  |      |        |               |
| Total                  | Total                                                   | 50 337 | 100   | -    | 2      | en stagnation |
| Abstention             | Abstention                                              | 26 477 | 34,47 |      |        |               |
| Inscrits/Participation | Inscrits/Participation                                  | 76 814 | 65,53 |      |        |               |

#### Valladolid
| Parti                  | Parti                                                   | Voix    | %     | +/-  | Sièges | +/-           |
| ---------------------- | ------------------------------------------------------- | ------- | ----- | ---- | ------ | ------------- |
|                        | Parti populaire (PP)                                    | 132 026 | 41,81 | 4,91 | 2      | en stagnation |
|                        | Parti socialiste ouvrier espagnol (PSOE)                | 71 780  | 22,73 | 1,17 | 1      | en stagnation |
|                        | Unidos Podemos (UP)                                     | 51 637  | 16,35 | 4,38 | 1      | en stagnation |
|                        | Ciudadanos (Cs)                                         | 49 283  | 15,61 | 1,53 | 1      | en stagnation |
|                        | Citoyens de centre démocratique (CCD)                   | 2 672   | 0,85  | 0,37 | 0      | en stagnation |
|                        | Parti animaliste contre la maltraitance animale (PACMA) | 2 225   | 0,70  | 0,17 | 0      | en stagnation |
|                        | Vox                                                     | 1 078   | 0,34  | 0,03 | 0      | en stagnation |
|                        | UPyD                                                    | 1 068   | 0,34  | 0,55 | 0      | en stagnation |
|                        | Recortes Cero-Grupo Verde (RC-GV)                       | 524     | 0,17  | 0,02 | 0      | en stagnation |
|                        | Phalange espagnole (FE-JONS)                            | 454     | 0,14  | 0,01 | 0      | en stagnation |
|                        | Parti communiste des peuples d'Espagne (PCPE)           | 316     | 0,10  | 0,03 | 0      | en stagnation |
|                        | Autres partis                                           | 471     | 0,15  | -    | 0      | -             |
|                        | Vote blanc                                              | 2 234   | 0,71  | 0,11 |        |               |
|                        |                                                         |         |       |      |        |               |
| Suffrages exprimés     | Suffrages exprimés                                      | 315 768 | 98,90 |      |        |               |
| Votes nuls             | Votes nuls                                              | 3 512   | 1,10  |      |        |               |
| Total                  | Total                                                   | 319 280 | 100   | -    | 5      | en stagnation |
| Abstention             | Abstention                                              | 113 776 | 26,27 |      |        |               |
| Inscrits/Participation | Inscrits/Participation                                  | 433 056 | 73,73 |      |        |               |

#### Zamora
| Parti                  | Parti                                                   | Voix    | %     | +/-  | Sièges | +/-           |
| ---------------------- | ------------------------------------------------------- | ------- | ----- | ---- | ------ | ------------- |
|                        | Parti populaire (PP)                                    | 52 555  | 48,26 | 5,70 | 2      | en stagnation |
|                        | Parti socialiste ouvrier espagnol (PSOE)                | 26 045  | 23,92 | 0,96 | 1      | en stagnation |
|                        | Unidos Podemos (UP)                                     | 15 403  | 14,15 | 4,74 | 0      | en stagnation |
|                        | Ciudadanos (Cs)                                         | 12 423  | 11,41 | 1,50 | 0      | en stagnation |
|                        | Parti animaliste contre la maltraitance animale (PACMA) | 537     | 0,49  | 0,05 | 0      | en stagnation |
|                        | Union, progrès et démocratie (UPyD)                     | 256     | 0,24  | 0,42 | 0      | en stagnation |
|                        | Union du peuple léonais (UPL)                           | 201     | 0,18  | Nv.  | 0      | en stagnation |
|                        | Recortes Cero-Grupo Verde (RC-GV)                       | 174     | 0,16  | 0,01 | 0      | en stagnation |
|                        | Parti régionaliste du pays léonais (PREPAL)             | 158     | 0,15  | 0,07 | 0      | en stagnation |
|                        | Parti communiste des peuples d'Espagne (PCPE)           | 131     | 0,12  | 0,01 | 0      | en stagnation |
|                        | Vote blanc                                              | 1 010   | 0,93  | 0,15 |        |               |
|                        |                                                         |         |       |      |        |               |
| Suffrages exprimés     | Suffrages exprimés                                      | 108 893 | 98,69 |      |        |               |
| Votes nuls             | Votes nuls                                              | 1 446   | 1,31  |      |        |               |
| Total                  | Total                                                   | 110 339 | 100   | -    | 3      | en stagnation |
| Abstention             | Abstention                                              | 62 981  | 36,34 |      |        |               |
| Inscrits/Participation | Inscrits/Participation                                  | 173 320 | 63,66 |      |        |               |